# Le Bouveret

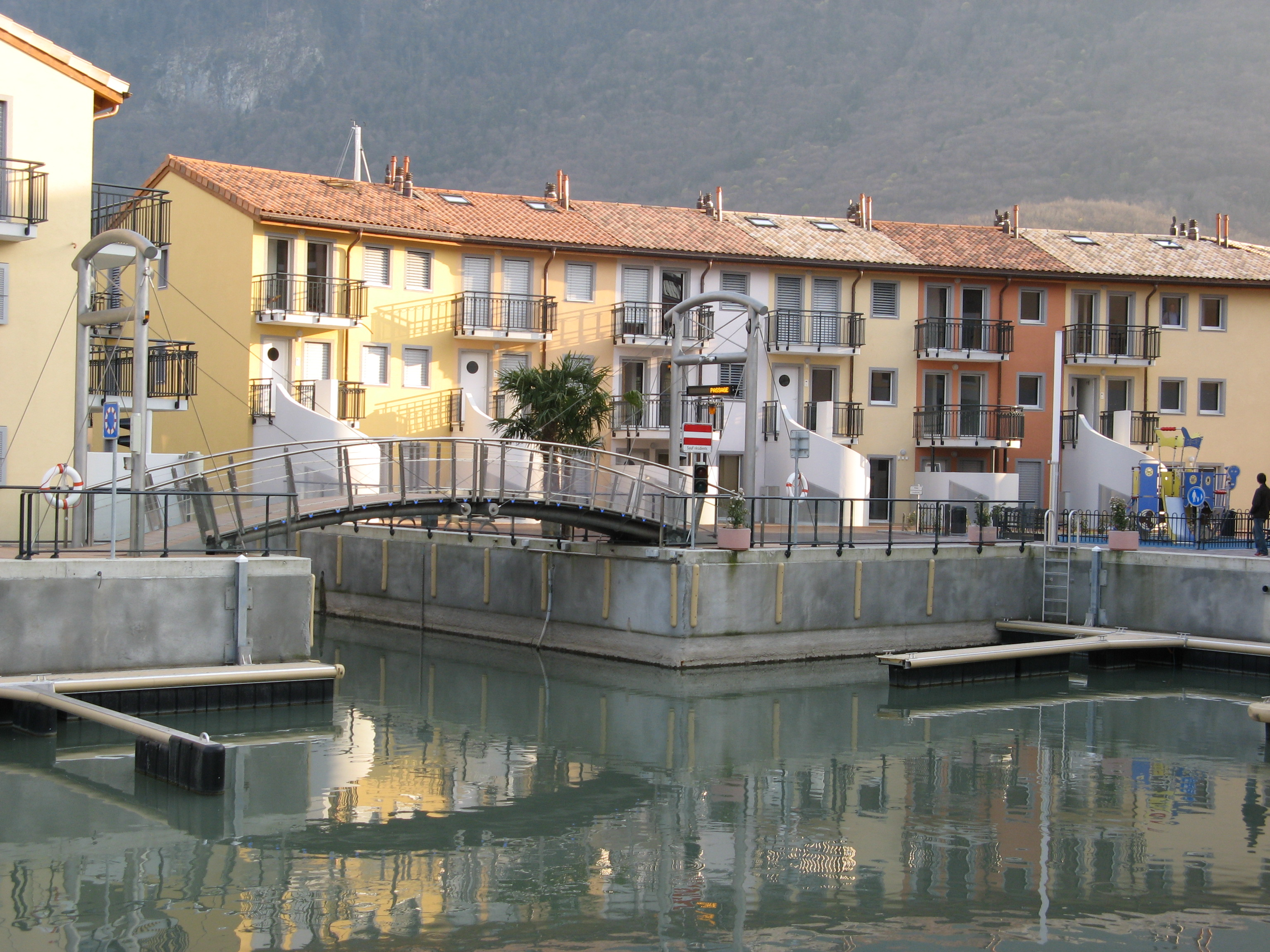
Puerto de Le Bouveret

Le Bouveret es una localidad perteneciente a la comuna suiza de Port-Valais. Está situada al norte de la comuna, junto al lago Lemán.

## Monumentos
La localidad está orientada hacia el turismo, contando con un parque acuático y Swiss Vapeur Parc, un parque temático ferroviario en miniatura.

## Transportes
Ferrocarril
Cuenta con una estación ferroviaria en la que efectúan parada trenes regionales que la comunican con otras localidades y comunas del Cantón del Valais.